# Weird War Tales
Weird War Tales (deutsch etwa „Sonderbare Kriegsgeschichten“) ist der Titel einer Comicheftserie, die der US-amerikanische Verlag DC Comics zwischen September 1971 und Juni 1983 herausgab. 1997 wurde der Titel für eine Miniserie wiederbelebt.

## Inhalte
Weird War Tales, die 124 Ausgaben erreichten, war auf Kriegsgeschichten besonders "bizarr" oder "befremdlich" anmutenden Inhaltes spezialisiert. Dementsprechend waren neben den typischen Elementen des Kriegscomics auch häufig Mystery-, Horror- und Science-Fiction-Elemente in den Geschichten enthalten. Zu den wiederkehrenden Reihen, die die Weird War Tales beinhalteten, zählten unter anderem Creature Commandos, G.I. Robot und The War That Time Forgot, ein Feature, das bereits in der Serie Star Spangled Comics veröffentlicht worden war. Durch das Heft führt stets die Figur Death, der personifizierte Tod gekleidet in wechselnde Uniformierungen, in einer Rahmenhandlung.

## Veröffentlichungsgeschichte
Nachdem die Vorgaben des Comics Codes gelockert wurden, sodass Geschichten mit Monstern und Untoten erlaubt waren, startete DC Comics 1971 den Titel Weird War Tales, um diese Marktlücke zu füllen. Der Titel entstand aus der Erfahrung der Redakteure Carmine Infantino und Joe Orlando, dass sich der Titelzusatz „weird“ gut verkauft. Parallel schufen sie die Serie Weird Western Tales. Von September 1971 bis zur Einstellung des Titels im Juni 1983 kamen 124 Ausgaben heraus.
1997 wurden bei Vertigo, einem Imprint von DC Comics, das an Erwachsene gerichtete Comics produziert, eine vierteilige neue Weird War Tales-Serie veröffentlicht. 2000 folgte ein Special in einem Heft. Später erschienen mehrere Bände mit Sammlung ausgewählter Geschichten der Serie:
- The Steve Ditko Omnibus, Band 1 mit Geschichten aus Weird War Tales #46, 49, 95, 99 und 104–106, 480 Seiten, September 2011, ISBN 1-4012-3111-X
- Showcase Presents: Weird War Tales, Geschichten aus Weird War Tales #1–21, 576 Seiten, Dezember 2012, ISBN 1-4012-3694-4
- Creature Commandos, Geschichten aus Weird War Tales #93, 97, 100, 102, 105, 108–112, 114–119, 121 und 124, 288 Seiten, Dezember 2013, ISBN 978-1401243821

## Mitwirkende Künstler
Autoren, die für Weird War Tales schrieben, waren unter anderem J.M. DeMatteis, Garth Ennis, Arnold Drake, Jack C. Harris, Robert Kanigher, Steve Gerber, Sheldon Mayer. Zu den Zeichnern, die an der Serie arbeiteten, zählen unter anderem Joe Kubert, Alfredo Alcala, Reed Crandall, Tony DeZuniga, Mort Drucker, Russ Heath, Alex Nino, Frank Robbins, Frank Thorne, Alex Toth. Der Zeichner Walt Simonson veröffentlichte seinen ersten Comic im Weird War Tales #10.